# Campo de Turia
Campo de Turia (en valenciano y oficialmente Camp de Túria) es una comarca de la provincia de Valencia, de la Comunidad Valenciana en España, con capital en Liria.
Junto con Liria, otros municipios de más de 10 000 habitantes son: Bétera, Ribarroja del Turia, Puebla de Vallbona, La Eliana, Benaguacil, Villamarchante y San Antonio de Benagéber. Los municipios con menos de 10 000 habitantes son Náquera, Serra, Casinos, Benisanó, Loriguilla, Marines, Olocau y Gátova.
En 1995 y a petición de su propia población, el municipio de Gátova se incorporó a la provincia de Valencia, pasando a formar parte de la comarca del Campo de Turia (cuando previamente pertenecía al Alto Palancia en la provincia de Castellón).

## Municipios
| Municipio                | Nombre oficial           | Población (2023) | Superficie (km²) | Densidad (hab./km²) |
| ------------------------ | ------------------------ | ---------------- | ---------------- | ------------------- |
| Bétera                   | Bétera                   | 26 759           | 75,10            | 350,05              |
| Puebla de Vallbona       | La Pobla de Vallbona     | 26 435           | 33,10            | 774,17              |
| Liria                    | Llíria                   | 24 518           | 227,98           | 105,43              |
| Ribarroja del Turia      | Riba-roja de Túria       | 23 555           | 57,49            | 400,94              |
| La Eliana                | L’Eliana                 | 19 054           | 8,77             | 2114,48             |
| Benaguacil               | Benaguasil               | 11 877           | 25,40            | 455,43              |
| Villamarchante           | Vilamarxant              | 10 772           | 71,08            | 145,58              |
| San Antonio de Benagéber | San Antonio de Benagéber | 10 200           | 8,74             | 1129,75             |
| Náquera                  | Nàquera/Náquera          | 8102             | 38,71            | 199,64              |
| Serra                    | Serra                    | 3608             | 57,29            | 59,43               |
| Casinos                  | Casinos                  | 3091             | 41,48            | 72,18               |
| Benisanó                 | Benissanó                | 2385             | 2,28             | 1028,51             |
| Olocau                   | Olocau                   | 2303             | 37,40            | 57,43               |
| Loriguilla               | Loriguilla               | 2171             | 72,40            | 29,01               |
| Marines                  | Marines                  | 1955             | 35,72            | 54,36               |
| Gátova                   | Gátova                   | 410              | 30,41            | 13,54               |
| Total                    |                          | 177 195          | 823,35           | 209,40              |

## Geografía
El territorio de esta comarca se puede dividir en tres unidades geográficas:
- Las tierras bajas del sur, que están conformadas por los humedales y los campos de cultivo que se encuentran cerca de los márgenes del río Turia. En cuanto a la conservación de los espacios naturales, es notable la diferencia entre la zona de esta tierra que se encuentra más al este —y por lo tanto más cerca de las grandes urbes— y la que se encuentra más alejada, en el oeste, sobre todo en el término de Ribarroja del Turia. En la primera, los pueblos, que tienen un centro urbano pequeño, se han extendido a través de urbanizaciones y quedan ya pocos lugares silvestres. En cambio, en la segunda, aún se puede ver vida salvaje con facilidad debido al paraje natural que se ha creado a lo largo del río.

- El terreno del centro, más seco debido a la escasa influencia del río, está integrado en gran parte por pequeñas lomas, que son la antesala de la Sierra Calderona, cadena montañosa que se encuentra al norte. Sobre estas lomas, y sobre todo en las planicies que hay entre unas y otras, se asientan gran cantidad de urbanizaciones, campos de naranjos y pequeñas zonas boscosas en las que predominan los matorrales y los pinos. El barranco del Carraixet es el gran representante de esta tierra y transcurre sobre todo por el término municipal y por el propio casco urbano de Bétera.

- Finalmente, al norte de la comarca se encuentra la zona montañosa, gran parte de la cual forma parte del paraje natural de la Sierra Calderona. Esta tierra cuenta con varias zonas de interés natural, y es en su mayoría un territorio protegido. Entre las grandes montañas que forman la sierra se encuentran algunos pueblos pequeños, también de interés histórico y cultural.

## Lengua
La mayor parte de la comarca del Campo de Turia pertenece al ámbito lingüístico tradicionalmente valencianohablante, pero en ella también encontramos a los municipios de Loriguilla, Marines, Gátova, y San Antonio de Benagéber, que —por su parte— son considerados oficialmente como castellanohablantes. Sin embargo, el caso especial de San Antonio de Benagéber es de consideración. Los habitantes provienen, en su origen, del desaparecido pueblo de Benagéber (Los Serranos; cubierto por las aguas del embalse de Benagéber en 1952), por lo que sus pobladores originarios son castellanohablantes, si bien cuenta ahora con más de 10 000 habitantes, más de 20 veces más que en el momento de su fundación.

## Delimitaciones históricas
La comarca del Campo de Turia es de creación moderna (año 1970), y comprende la antigua comarca del Campo de Liria, parte de la Calderona, y parte de Llano de Cuart. Estas comarcas antiguas aparecen en el mapa de comarcas de Emili Beüt "Comarques naturals del Regne de València" publicado en el año 1934. 
Algunas propuestas de comarcalización han incluido también los tres municipios ribereños del Turia medio (Pedralba, Bugarra y Gestalgar).

## Dulces y cultivos

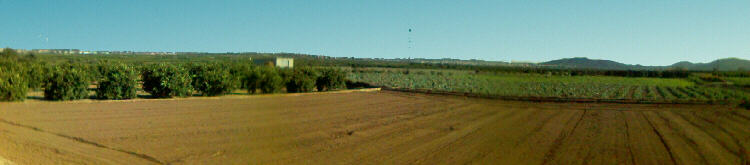
Terrenos correspondientes a los términos de La Eliana, Benaguacil y Ribarroja.

En la población de Casinos es tradicional la elaboración de peladillas, turrones y dulces de repostería, afamados a nivel regional y autonómico por la calidad de los mismos. El último fin de semana de noviembre se celebra en el recinto ferial de Gallipatos, la Feria del Dulce Artesano, Peladillas y Turrones de Casinos, en la que los maestros artesanos de la población exhiben sus mejores productos.
En toda la comarca se obtiene una gran demanda de sus cultivos principales: naranja (en sus distintas variedades), vid, algarrobo, almendro, olivo y cereales.